# Kraam
Kraam é um município localizada no distrito de Altenkirchen, na associação municipal de Verbandsgemeinde Altenkirchen, no estado da Renânia-Palatinado.

## População
| - 1815 – 109 - 1835 – 113 - 1871 – 181 - 1905 – 180 - 1939 – 184 - 1950 – 208 | - 1961 – 199 - 1965 – 199 - 1970 – 179 - 1975 – 177 - 1980 – 184 - 1985 – 168 | - 1987 – 162 - 1990 – 178 - 1995 – 165 - 2000 – 178 - 2005 – 171 |